# Muff Winwood
Pour les articles homonymes, voir Winwood.
Mervyn "Muff" Winwood est un auteur-compositeur et producteur britannique né le 15 juin 1943 à Erdington, un quartier au nord-est de Birmingham en Angleterre. Il est le frère aîné de Steve Winwood. Tous deux étaient membres du Spencer Davis Group dans les années 1960, dans lequel Muff Winwood jouait de la guitare basse. Après son départ du groupe, il se forme pour devenir A&R et producteur.

## Enfance
Le père de Winwood, Lawrence, était un fondeur de métier, et jouait du saxophone ténor dans des orchestres de jazz. Il possédait une certaine collection de disques de jazz et de blues. Muff fréquente la Cranbourne Road Primary School ainsi que la Great Barr School (l'une des premières écoles polyvalentes). Il est enfant de chœur à l'église St John dans le quartier Perry Barr de Birmingham. Il s'intéresse d'abord à la guitare, puis à la basse. Il a été surnommé « Muff » d'après le célèbre personnage de télévision pour enfants des années 1950, Muffin the Mule.
Son frère cadet Steve Winwood nait en 1948.

## The Spencer Davis Group
The Spencer Davis Group est formé après que Spencer Davis ait vu les frères Winwood dans un pub de Birmingham appelé le Golden Eagle, jouant dans leur groupe de l'époque, le Muff Woody Jazz Band. Le groupe se crée, et fait ses débuts dans ce même bar. Par la suite, le lundi soir leur est réservé.

## Producteur
Après avoir quitté le Spencer Davis Group en 1967, Muff rejoint l'industrie musicale par le biais d'un poste d'A&R chez Island Records. Il y resta jusqu'en 1978, date à laquelle il devient cadre au bureau britannique de CBS Records (connu aujourd'hui sous le nom Sony Music). Il quitte son poste dans les années 1990. Dans le cadre de ses fonctions d'A&R, Muff a déniché un certain nombre de talents, comme Prefab Sprout, Terence Trent D'Arby, Sade, Shakin' Stevens et The Psychedelic Furs, entre autres.
En 1974, Muff produit l'album à succès des Sparks, Kimono My House, ainsi que les singles This Town Ain't Big Enough for Both of Us et Amateur Hour. Il produit également leur deuxième album de 1974, Propaganda (qui comprenait le single Never Turn Your Back on Mother Earth (en)). Quatre ans plus tard, il produit le premier album de Dire Straits, Dire Straits.
Il a également produit les Fabulous Poodles, Marianne Faithfull, Nirvana (le groupe britannique), les Sutherland Brothers (Sailing), Traffic, Mott the Hoople, Love Affair, Kevin Ayers, Patto, Unicorn, After the Fire et la Noel Redding Band.